# Marvin Matyka
Marvin Steve Matyka (Hamburg, 26 juni 1997) is een Duitse producer, redacteur en soundtrackmaker. Sinds 2017 bekend van zijn werk voor 13 Reasons Why (soundtracks) Paramount Television, muziekredacteur en soundtrackproducent voor Five Feet Apart en serie-editor en assistent-editor op The CW televisieserie Riverdale.

## Het vroege leven en onderwijs
Marvin Matyka voltooide de school in 2016. Na school volgde hij een opleiding tot industrieel bediende. Overigens begint een studie als filmmaker en redacteur in zijn woonplaats Hamburg. Hij werd zich bewust van hem via zijn YouTube-kanaal Marvin Matyka. Sinds 2018 behoort hij tot de muziekgroep Universal Music Group en Sony Music Entertainment.

## Filmografie
- 2017: Selena Gomez - Only You (musicvideo) producer
- 2017: 13 Reasons Why (TV show, 3 episodes) soundtrack editor
- 2017 - 2019: Riverdale (TV show, 19 episodes) assistant editor
- 2018: The Walking Dead (TV show, 2 episodes) trailer director
- 2019: Five Feet Apart (Movie) music department, soundtrack[16]
- 2019: Cole Sprouse x Haley Lu Richardson: De fotoshoot - Direktor[17][18]
- 2019: Let it Snow (Film) music department, cinematografie[19][20]
- 2019 - present: Riverdale (TV show, 1 episode) editor

## Soundtracks
- 2017: Selena Gomez - Only You
- 2017: Selena Gomez - Only You (van 13 Reasons Why)
- 2018: Selena Gomez - Back To You (van 13 Reasons Why)[21]
- 2018: Billie Eilish, Khalid – Lovely (van 13 Reasons Why)[22]
- 2019: Five Feet Apart - Don't Give Up On Me
- 2019: Five Feet Apart - Brian Tyler en Breton Vivian